# 二軍監督
二軍監督（にぐんかんとく）とは、スポーツチームなどの二軍（ファーム・マイナーリーグ・サテライト・リザーブ）の監督をいう。

## 日本プロ野球の二軍監督
二軍監督の主な役割は試合、プレー面で二軍コーチ、二軍選手を指揮する二軍内責任者である。一軍の監督同様、二軍を常にベストの状態で試合に臨めるチーム体制を作り、優勝を目標とする。なお、この場合の「優勝」は「二軍の優勝」ではなく「一軍の優勝」である。
二軍の勝利も当然、目標とすべきものであるが、あくまで二軍は一軍と異なり、将来の戦力の育成、不振の一軍選手の再調整を行う面もあり、二軍での勝利だけが目標ではない。
二軍監督による育成や再調整の巧拙は、数年後の将来への布石となるばかりでなく、直近の一軍勝敗にも直結するため、ヘッドコーチ人事と同様、ここに有為の人材を起用できるかどうかがチームの死活に関わる。また一軍監督への登竜門ともなっており、NPB二軍監督経験ののち一軍でのリーグ優勝を成し遂げた例としては、中日ドラゴンズの濃人渉（移籍先のロッテで優勝）・辻発彦（古巣の西武で優勝）、ロッテオリオンズの大沢啓二（移籍先の日本ハムで優勝）、広島東洋カープの阿南準郎、東京ヤクルトスワローズの若松勉・真中満・高津臣吾、大阪近鉄バファローズの梨田昌孝（近鉄・及び移籍先の日本ハムでも優勝）、埼玉西武ライオンズの渡辺久信、福岡ソフトバンクホークスの秋山幸二・小久保裕紀、阪神タイガースの岡田彰布、オリックス・バファローズの中嶋聡、読売ジャイアンツの阿部慎之助がいる。
逆に一軍監督の経験者がチーム編成・人事の都合で二軍監督を務める例もある（同一チームでは西村正夫、濃人渉、秋山登、三木肇、和田豊など）。
またNPB二軍ではないが、MLBヤンキース傘下であったコロンバス・クリッパーズ（3A）の監督を経験し、その後、日本ハム一軍監督として優勝し、帰国後MLBの監督を務めたトレイ・ヒルマンの例もある。
一軍の監督が選手兼任監督であり、かつ選手としての出場選手登録が抹消された場合には、一軍の日程によっては二軍監督の指揮下で一選手としての二軍戦への出場が可能とも想定されるが、2000年代以降は実例がない。逆に、二軍監督が選手兼任となり一軍では一選手として出場し、一軍の日程により二軍の指揮をコーチが代行した実例も2000年代以降ではみられない（過去に実例があったかは不明）。
1960年年代末期から70年代には、現役選手として登録されていない二軍監督・コーチがウエスタン・イースタンの両リーグ公式戦に限り選手として出場できる特例があり、実際に福田昌久（巨人・1966年）やフレッド・シャーマン（広島・1978年）などが出場した事例があった。

## 現在の日本プロ野球二軍監督

### 2025年の二軍（ファーム）監督
| 球団                         | 監督     | 生年月日（年齢）       | 就任年          | 背番号 |
| ---------------------------- | -------- | ---------------------- | --------------- | ------ |
| 読売ジャイアンツ             | 桑田真澄 | 1968年4月1日（57歳）   | 2024年（2年目） | 73     |
| 北海道日本ハムファイターズ   | 稲葉篤紀 | 1972年8月3日（52歳）   | 2024年（2年目） | 90     |
| 千葉ロッテマリーンズ         | 福浦和也 | 1975年12月14日（49歳） | 2025年（1年目） | 70     |
| 横浜DeNAベイスターズ         | 桑原義行 | 1982年6月15日（42歳）  | 2025年（1年目） | 83     |
| 埼玉西武ライオンズ           | 小関竜也 | 1976年7月24日（48歳）  | 2025年（1年目） | 79     |
| 東京ヤクルトスワローズ       | 池山隆寛 | 1965年12月17日（59歳） | 2020年（6年目） | 88     |
| 東北楽天ゴールデンイーグルス | 渡辺直人 | 1980年10月15日（44歳） | 2025年（1年目） | 74     |

| 球団                     | 監督     | 生年月日（年齢）      | 就任年          | 背番号 |
| ------------------------ | -------- | --------------------- | --------------- | ------ |
| 阪神タイガース           | 平田勝男 | 1959年7月31日（65歳） | 2025年（1年目） | 78     |
| 中日ドラゴンズ           | 落合英二 | 1969年7月25日（55歳） | 2025年（1年目） | 88     |
| オリックス・バファローズ | 波留敏夫 | 1970年5月25日（55歳） | 2025年（1年目） | 81     |
| 福岡ソフトバンクホークス | 松山秀明 | 1967年4月18日（58歳） | 2024年（2年目） | 74     |
| 広島東洋カープ           | 高信二   | 1967年4月16日（58歳） | 2021年（5年目） | 71     |

### 三軍・四軍監督
球団によっては、育成選手を大量に抱えるなどの理由で、三軍を設置している。非公式試合を実施する球団では、三軍監督が配置されることもある。
| 球団                     | 監督     | 役職     | 生年月日（年齢）       | 就任年          | 背番号 |
| ------------------------ | -------- | -------- | ---------------------- | --------------- | ------ |
| 読売ジャイアンツ         | 駒田徳広 | 三軍監督 | 1962年9月14日（62歳）  | 2022年（4年目） | 70     |
| 福岡ソフトバンクホークス | 斉藤和巳 | 三軍監督 | 1977年11月30日（47歳） | 2025年（1年目） | 88     |
| 福岡ソフトバンクホークス | 大越基   | 四軍監督 | 1971年5月20日（54歳）  | 2025年（1年目） | 011    |

## 在任記録
- 在任シーズン数最多　　和田博実（太平洋=クラウン=西武：1974-1977、及び1987-1992）（阪神：1997-1998）　計12シーズン
- 連続在任シーズン最長　穴吹義雄（南海：1973-1982）　10シーズン連続